# Vladímir Monómaco (1883)
Vladímir Monómaco (ruso: Владимир Мономах) fue un crucero acorazado construido para la Armada Imperial Rusa durante la década de 1880. El barco lleva el nombre de Vladimir II Monómaco, Gran Príncipe de Kiev. Pasó la mayor parte de su carrera en el Lejano Oriente, aunque el barco estaba en el Mar Báltico cuando comenzó la Guerra Ruso-Japonesa en 1904. El Vladímir Monómaco fue asignado al Tercer Escuadrón del Pacífico y participó en la Batalla de Tsushima en mayo de 1905. Tenía la tarea de proteger los transportes rusos y no estuvo muy involucrado durante la parte diurna de la batalla. El barco fue torpedeado durante la noche y su capitán lo hundió a la mañana siguiente para evitar que los japoneses lo capturaran.